# Inmunoglobulina antitetánica
 La inmunoglobulina antitetánica, también conocida como inmunoglobulina tetánica (IGT) y antitoxina tetánica, es un medicamento compuesto de anticuerpos contra la toxina tetánica.  Se usa para prevenir el tétanos en aquellas personas que tienen una herida de alto riesgo y que no se han vacunado completamente con toxoide tetánico.  También se usa para tratar el tétanos junto con antibióticos y relajantes musculares.  Se administra mediante inyección en un músculo.Dependiendo de la gravedad de la herida y de la fiabilidad de la información sobre vacunaciones antitetánicas anteriores, deberá administrarse la vacuna si han pasado más de diez años desde que el paciente recibió la última dosis (cinco años si las heridas son graves). Las personas que no hayan recibido todas las dosis del calendario básico de vacunación deberán completarlo lo antes posible.
Los efectos secundarios comunes incluyen dolor en el lugar de la inyección y fiebre. Las reacciones alérgicas, incluida la anafilaxia, ocurren raramente.  También existe un riesgo muy bajo de propagación de infecciones como la hepatitis viral y el VIH/SIDA en la versión humana.  El uso durante el embarazo se considera aceptable.  Está hecha de plasma sanguíneo humano o equino.
El uso de la versión equina se hizo común en la década de 1910, mientras que la versión humana entró en uso frecuente en la década de 1960.  Está en la Lista de medicamentos esenciales de la Organización Mundial de la Salud, los medicamentos más efectivos y seguros que se necesitan en un sistema de salud.  El costo mayorista en el mundo en desarrollo para la versión equina es de aproximadamente US$0,90 a 3,60 por vial de 1500UIl, mientras que para la versión humana es de US$10.00–46.86 por 250UI.  La versión humana puede no estar disponible en el mundo en desarrollo.  En los Estados Unidos, un ciclo de tratamiento cuesta entre US$100 y 200.  La versión equina no se usa típicamente en el mundo desarrollado debido al riesgo de enfermedad del suero.